# Schädel

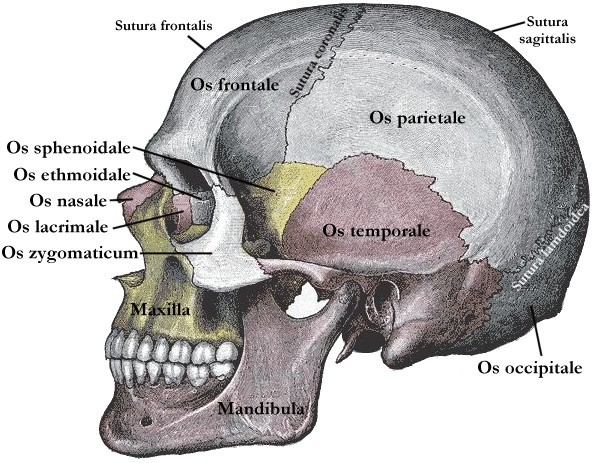
Schädel des Menschen in Seitenansicht mit Benennung der Knochen (os) und der Nähte (sutura)

Als Schädel werden die Knochen des Kopfes der Wirbeltiere bezeichnet. Das entsprechende Fremdwort lautet Cranium oder Kranium (mittellateinisch cranium, Pl. crania, von griechisch κρανίον krānion).
Der dem Schädel nachfolgende Bereich des Skeletts wird entsprechend als Postkranialskelett (oder Postkranium) bezeichnet; intrakraniell bedeutet „im Schädel gelegen“.
Der Schädel ist ein generelles Merkmal aller Wirbeltiere. Analoge Entwicklungen gibt es bei den Gliederfüßern, z. B. bei Insekten und Krebsen, bei denen das Oberschlundganglion durch das Außenskelett geschützt ist. Noch ähnlicher ist die Parallelentwicklung bei Cephalopoden (Tintenfischen). Diese Weichtiere haben eine Knorpelkapsel, die das Gehirn schützt und funktionell dem Hirnschädel vergleichbar ist. In der Evolution der Wirbeltiere entwickelten sich die frühesten Formen des Schädels bei den Vorfahren der Knochenfische (siehe Fischschädel). Der härteste Knochen des Säugetierschädels ist das Felsenbein. Die Kopfbildung und Schädelbildung sind ein Ergebnis der Cephalisation.
Der menschliche Schädel besteht mit Ausnahme der drei Gehörknöchelchen und dem Unterkiefer aus 22 Einzelknochen, die miteinander verbunden sind; der bewegliche Unterkiefer artikuliert mit dem übrigen Schädel in den Kiefergelenken.

## Die Knochen des Schädels

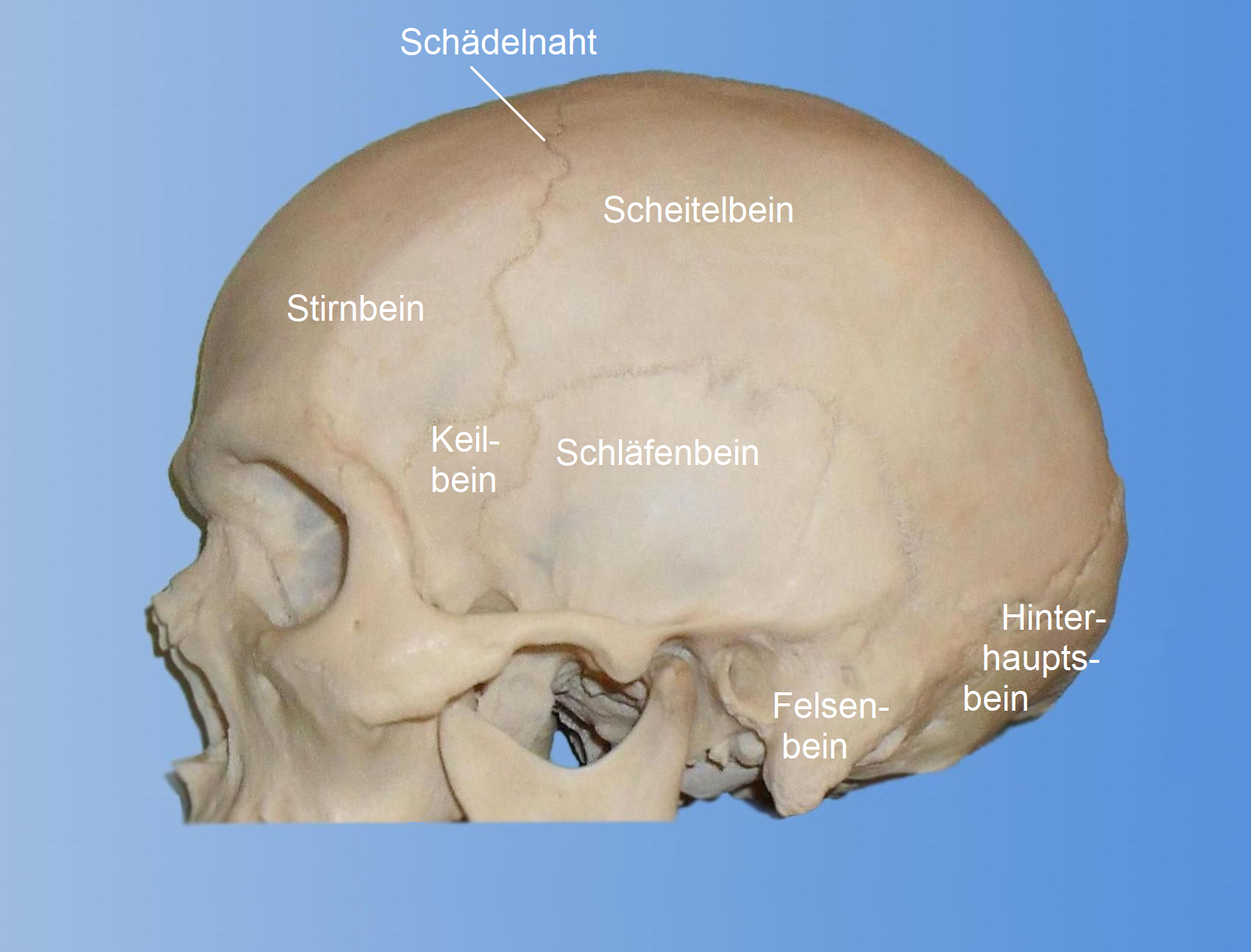
Cranium cerebrale (Gehirnschädel) eines rezenten Menschen. Stirnbein, Keilbein, Scheitelbein, Schläfenbein und Hinterhauptsbein sind voneinander abgegrenzt durch die deutlich erkennbaren Schädelnähte.

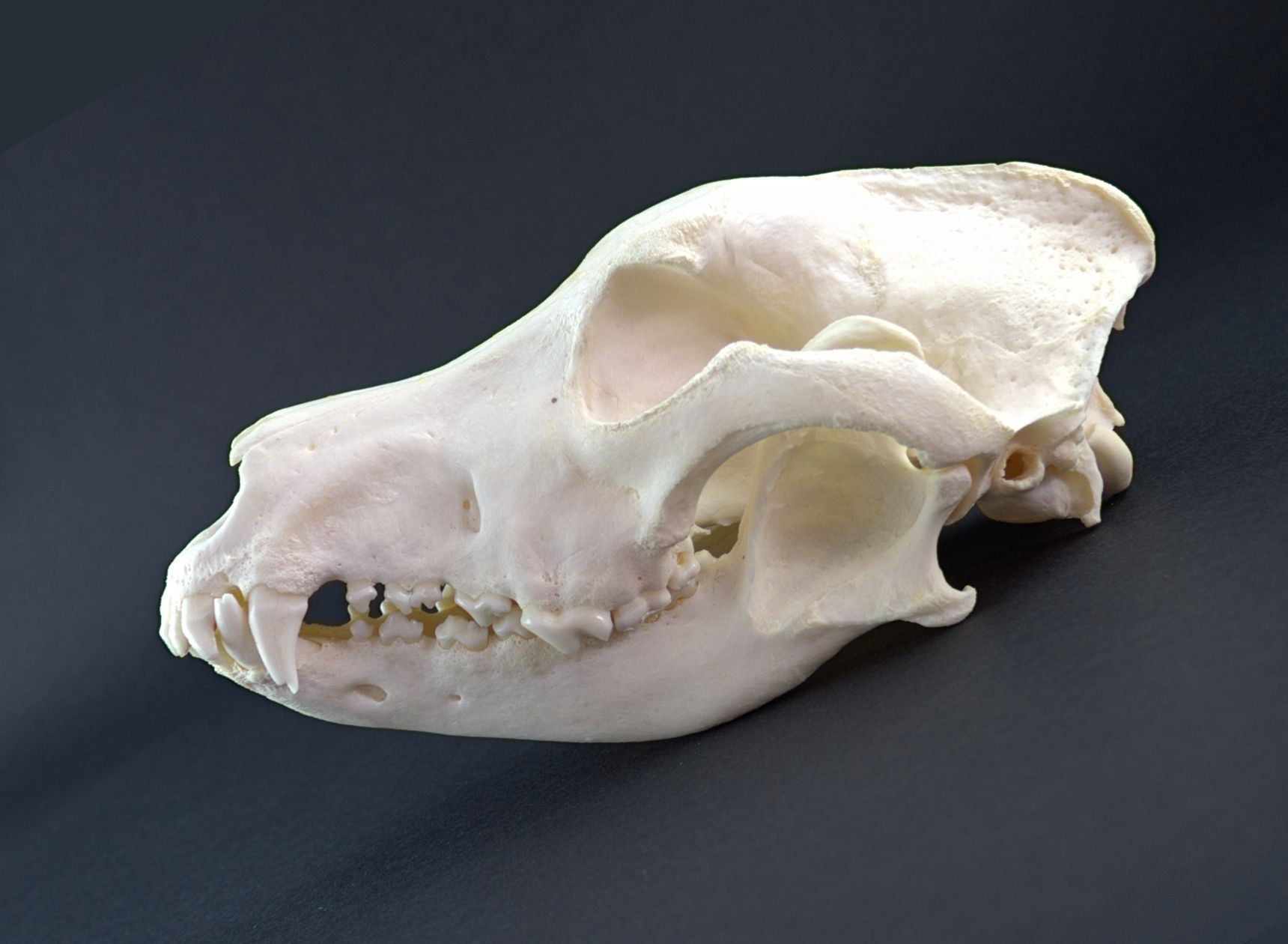
Schädel eines Hundes

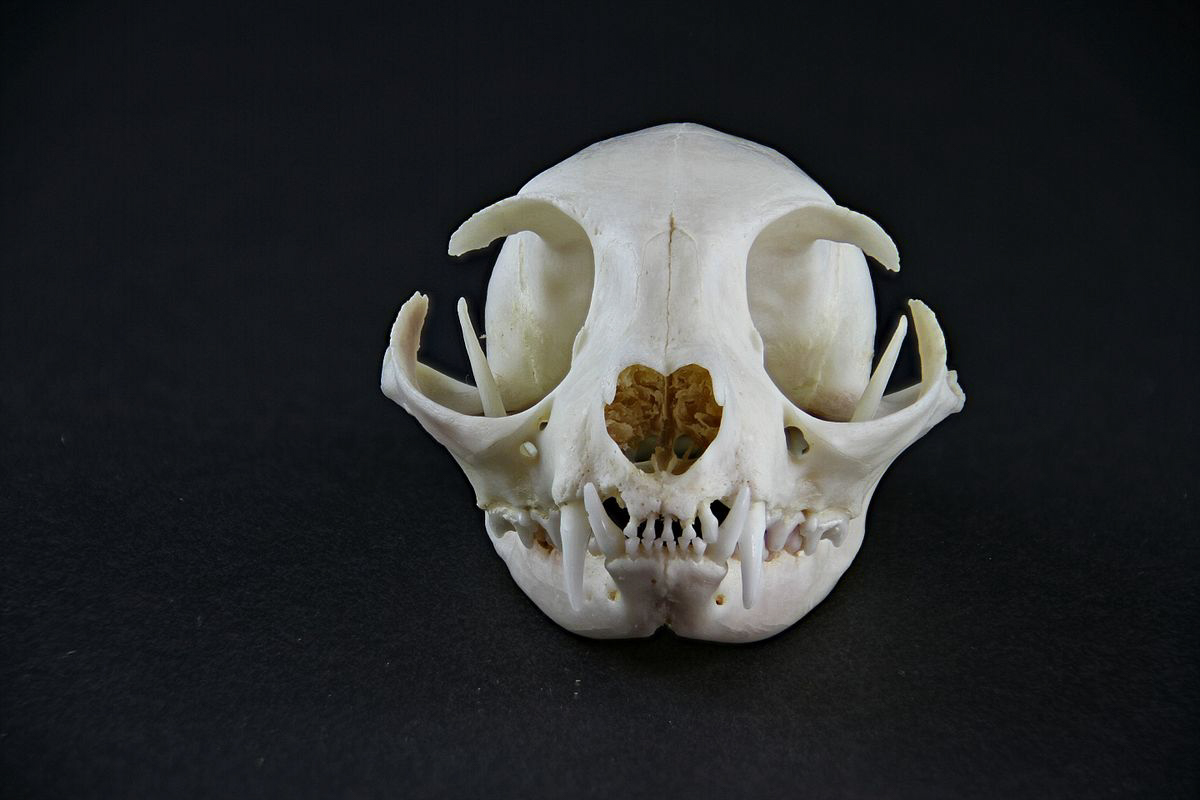
Schädel einer Katze

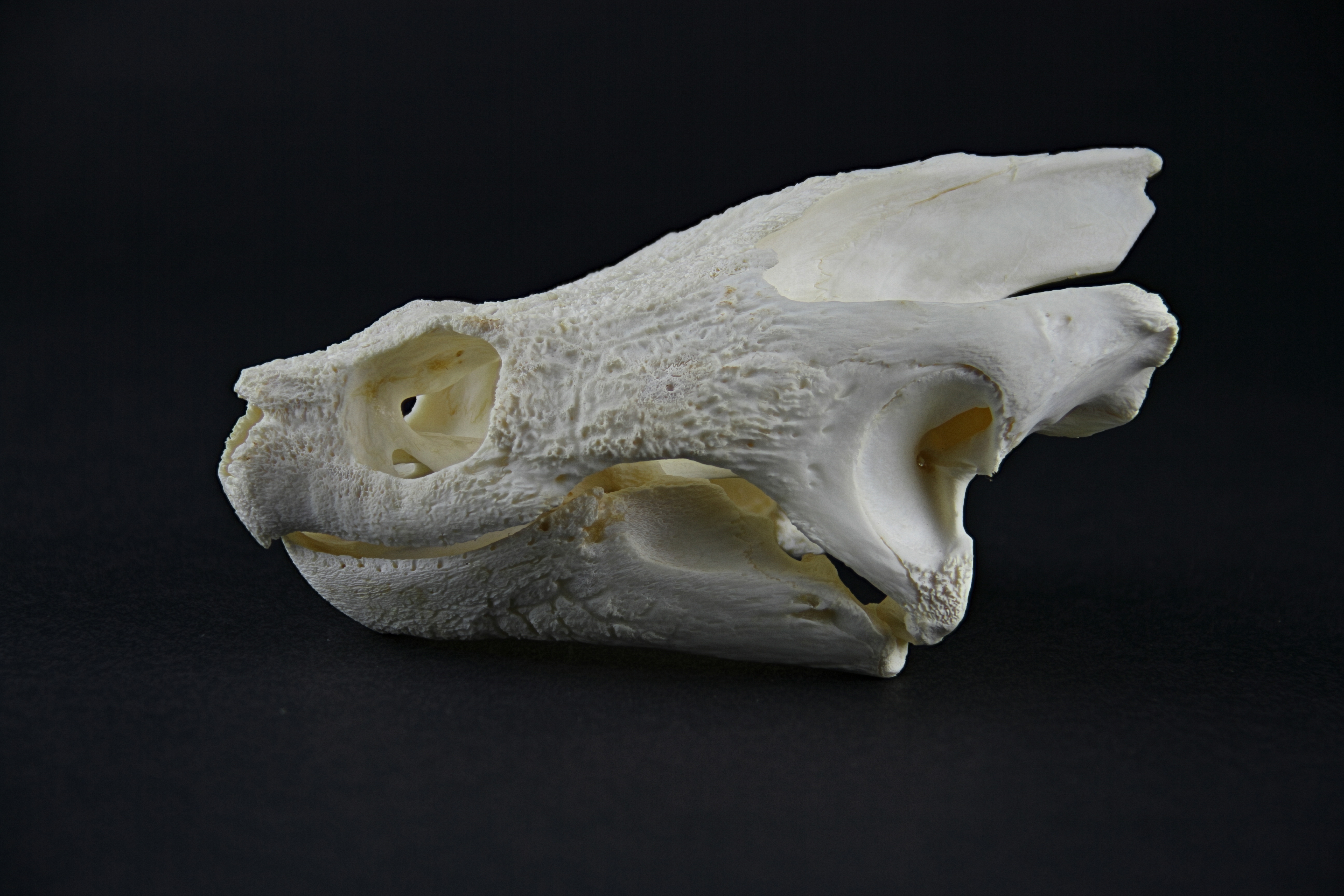
Schädel einer Schnappschildkröte

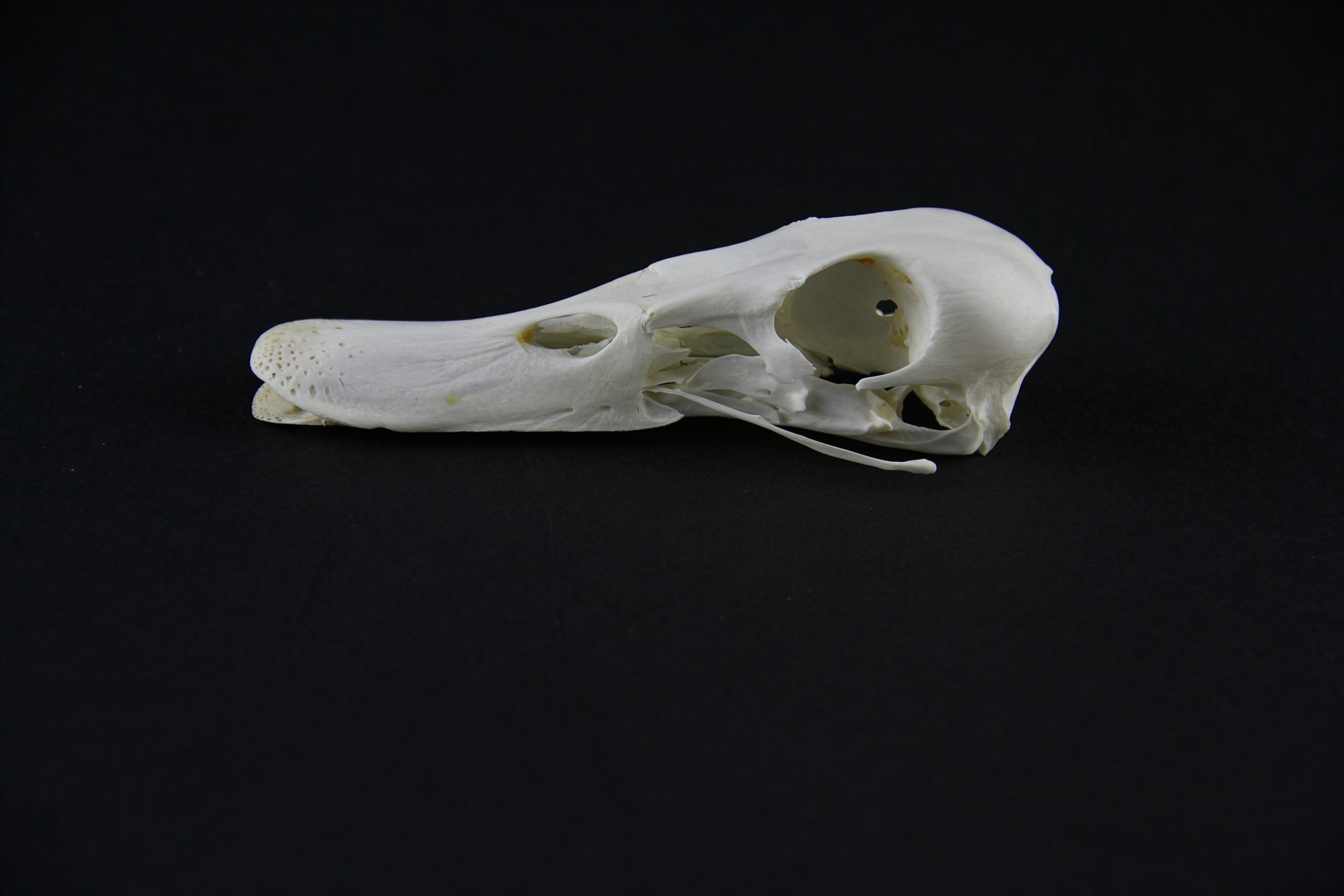
Schädel einer Ente

Der Schädel des Menschen besteht aus 22 bis 30 miteinander über Knochennähte verbundenen Knochen. Die unterschiedlichen Angaben beruhen darauf, dass sich einerseits das Stirnbein wohl aus zwei Knochenanlagen bildet, aber sich nach dem Wachstumsabschluss meist als einheitlicher Knochen zeigt, andererseits das Zungenbein und die Gehörknöchelchen nur fallweise zu den Schädelknochen gezählt werden. Anatomisch unterscheidet man somit den
1. Hirnschädel oder Gehirnschädel (lateinisch Neurocranium oder Cranium cerebrale), der eine stabile Hülle um das Gehirn bildet.
2. Gesichtsschädel (lateinisch Viscerocranium oder Cranium viscerale), der den „Schlunddarm“[3] umschließt und die Grundlage für das Gesicht bildet. Als Adjektiv wird für Teile des Gesichtsschädels auch kraniofacial (facies = Gesicht) verwendet. Der Begriff viszeral bedeutet „die Eingeweide betreffend“. Weitere Bezeichnungen sind Splanchnocranium (griechisch splanchno für Eingeweide) bzw. Eingeweideschädel.

### Die Knochen des Hirnschädels
Morphologisch wird der Hirnschädel in das Schädeldach (Calvaria, Schädelkalotte) und die Schädelbasis unterteilt, welche die Schädelhöhle umgeben. Der Hirnschädel wird gebildet durch
1. das unpaarige Hinterhauptbein (lateinisch Os occipitale),
2. das paarige Scheitelbein (lat. Os parietale),
3. das paarige Schläfenbein (lat. Os temporale) und
4. das unpaarige Keilbein (lat. Os sphenoidale) sowie
5. einen Teil des Stirnbeins (lat. Os frontale)
6. das unpaarige Siebbein (lat. Os ethmoidale)

Von manchen Autoren wird das ganze Stirnbein dem Hirnschädel zugeordnet.
Der Hirnschädel ist durch die Kopfgelenke mit der Halswirbelsäule verbunden.

### Die Knochen des Gesichtsschädels
Zu den Gesichtsknochen gehören u. a. jene, die die Augen- und Nasenhöhlen und die Mundhöhle bilden. Im Einzelnen sind das:
1. jene Teile des Stirnbeins, die die Augenhöhle mitbilden
2. das paarige Jochbein (lat. Os zygomaticum)
3. der Oberkiefer (lat. Maxilla), in Wirklichkeit ein paariger Knochen
4. das paarige Zwischenkieferbein (lat. Os incisivum, zoolog. Prämaxillare), das beim Menschen schon vor der Geburt mit dem Oberkiefer verschmilzt
5. der unpaarige Unterkiefer (lat. Mandibula)
6. das paarige Nasenbein (lat. Os nasale)
7. das paarige Nasenmuschelbein (lat. Os conchale inferius)
8. das paarige Tränenbein (lat. Os lacrimale)
9. das paarige Gaumenbein (lat. Os palatinum)
10. das unpaarige Pflugscharbein (lat. der Vomer)

## Vergleich: Mensch und Menschenaffen

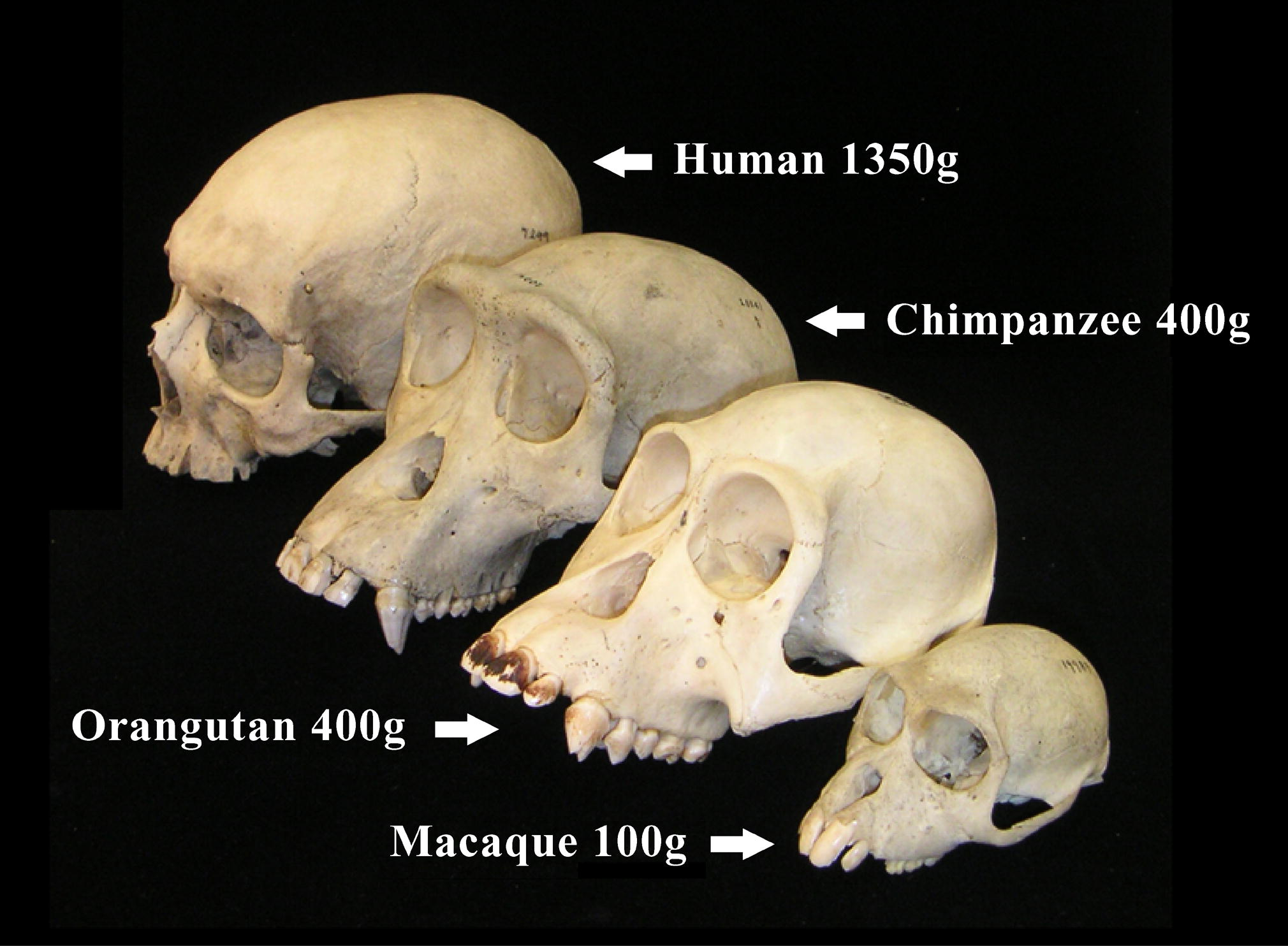
Primatencrania im Vergleich (die Gewichtsangaben beziehen sich jeweils auf die Hirnmasse)

Die den Schädel betreffenden Unterschiede zwischen Mensch und Menschenaffe beruhen hauptsächlich auf der Tatsache der vollständigen Aufrichtung und dem aufrechten Gang des Menschen. Beim Menschen liegt das Hinterhauptsloch der Schädelbasis unter dem Schwerpunkt des Kopfes, so dass dieser bei aufrechter Haltung durch Balance auf der Wirbelsäule getragen werden kann. Die menschliche Nackenmuskulatur ist daher nicht so kräftig wie die der Menschenaffen und dementsprechend dünnwandiger sind die Schädelknochen. Es fehlen auch die Ansatzstellen für große Muskeln wie z. B. der Scheitelkamm. Das Volumen des menschlichen Craniums ist größer als das der Menschenaffen, um dem größeren Gehirn Platz zu bieten. Der menschliche Gesichtsschädel hingegen ist kleiner, die Kieferpartie ist zurückgebildet und im Gebiss fehlt die Affenlücke.

## Wachstum des menschlichen Schädels
Beim neugeborenen Menschen sind die Teile des Hirnschädels noch nicht vollständig verknöchert und nicht verwachsen. Zwischen den einzelnen Schädelplatten befinden sich Knochenlücken, die Fontanellen. Im Lauf der ersten Lebensjahre schließen sich die Fontanellen und der Hirnschädel verknöchert vollständig. An den Schädelnähten (Suturen) sind auch beim Schädel eines Erwachsenen noch die einzelnen Plattenknochen des Hirnschädels zu identifizieren, wobei die Naht zwischen beiden Stirnknochenanteilen sich üblicherweise bis zum 2. Lebensjahr schließt. Schließen sich eine oder mehrere Schädelnähte vorzeitig, so spricht man von Craniosynostose (Kraniosynostose). Beim Neugeborenen beträgt das Verhältnis von Hirnschädel zu Gesichtsschädel noch 8:1, beim fünfjährigen Kind 4:1, beim Erwachsenen 2:1.
Das Wachstum des Kopfumfangs verläuft in den ersten Lebensmonaten besonders schnell, flacht dann schnell ab:

Der Median (50. Perzentile) des Kopfumfangs beträgt laut RKI-Publikation:

bei Jungen mit 0 Lebensmonaten (LM) 35,39cm, mit 2 LM 39,87cm, mit 6 LM 43,74cm, mit 12 LM 46,77cm, 24 LM 49,27cm,

bei Mädchen mit 0 Lebensmonaten (LM) 34,74cm, mit 2 LM 38,74cm, mit 6 LM 42,44cm, mit 12 LM 45,47cm, mit 24 LM 47,88cm.

In höherem Alter:

bei Jungen mit 3 Lebensjahren (LJ) 50,31cm, mit 6 LJ 52,06cm, mit 12 LJ 54,36cm, 18 LJ 56,87cm,

bei Mädchen mit 3 Lebensjahren (LJ) 49,22cm, mit 6 LJ 51,22cm, mit 12 LJ 53,87cm, 18 LJ 55,06cm.

## Schädelkinese
Unter Schädelkinese oder -kinetik versteht man die Beweglichkeit mancher Schädelregionen relativ zueinander. Eine solche Beweglichkeit findet sich bei
- allen rezenten Vögeln (bei den Urkiefervögeln, z. B. dem Afrikanischen Strauß, jedoch nur eingeschränkt)
- vielen rezenten und fossilen Reptilien, so bei allen Schlangen und den meisten Eidechsen (Funktion hier sehr unklar)
- einigen Amphibien
- den meisten Fischen (beim Quastenflosser sogar auch im Hirnschädel)

So existiert bei den Vögeln und einigen Reptilien ein zusätzliches Gelenk im Schädeldach vor den Augenhöhlen, das es ihnen erlaubt, durch seitliche Drehung des Quadratums das Gaumendach gegen den Hirnschädel vor und zurückzubewegen. Die hierdurch erreichte verstärkte Hebung des Oberkiefers vergrößert die Mundöffnung (Schnabel) und möglicherweise auch die Beißkraft.
Die Schädelkinese führt bei den Vögeln zu einer großen Formenvielfalt und ist nicht nur für ihr Geschick bei der Manipulation der Nahrung verantwortlich, sondern mindert auch bei manchen Vögeln den Aufprall beim Picken und spielt ebenfalls beim Nestbau sowie der Gefiederpflege eine Rolle. Sie ist ebenso von systematischer Bedeutung, denn aufgrund der Beziehungen der Gaumendachknochen, die an diesem Bewegungsprozess beteiligt sind, werden vier oder mehr Taxa rezenter Vögel unterschieden.
Bei Säugetieren hingegen sind die einzelnen Regionen des Schädels (bis auf den Unterkiefer) gegeneinander starr – ihr Schädel ist akinetisch. (Die geringfügigen Bewegungen der Knochen in Suturen, die für die „Craniosacraltherapie“ von Bedeutung sind, fallen nicht unter Kinese.)

## Symbolik

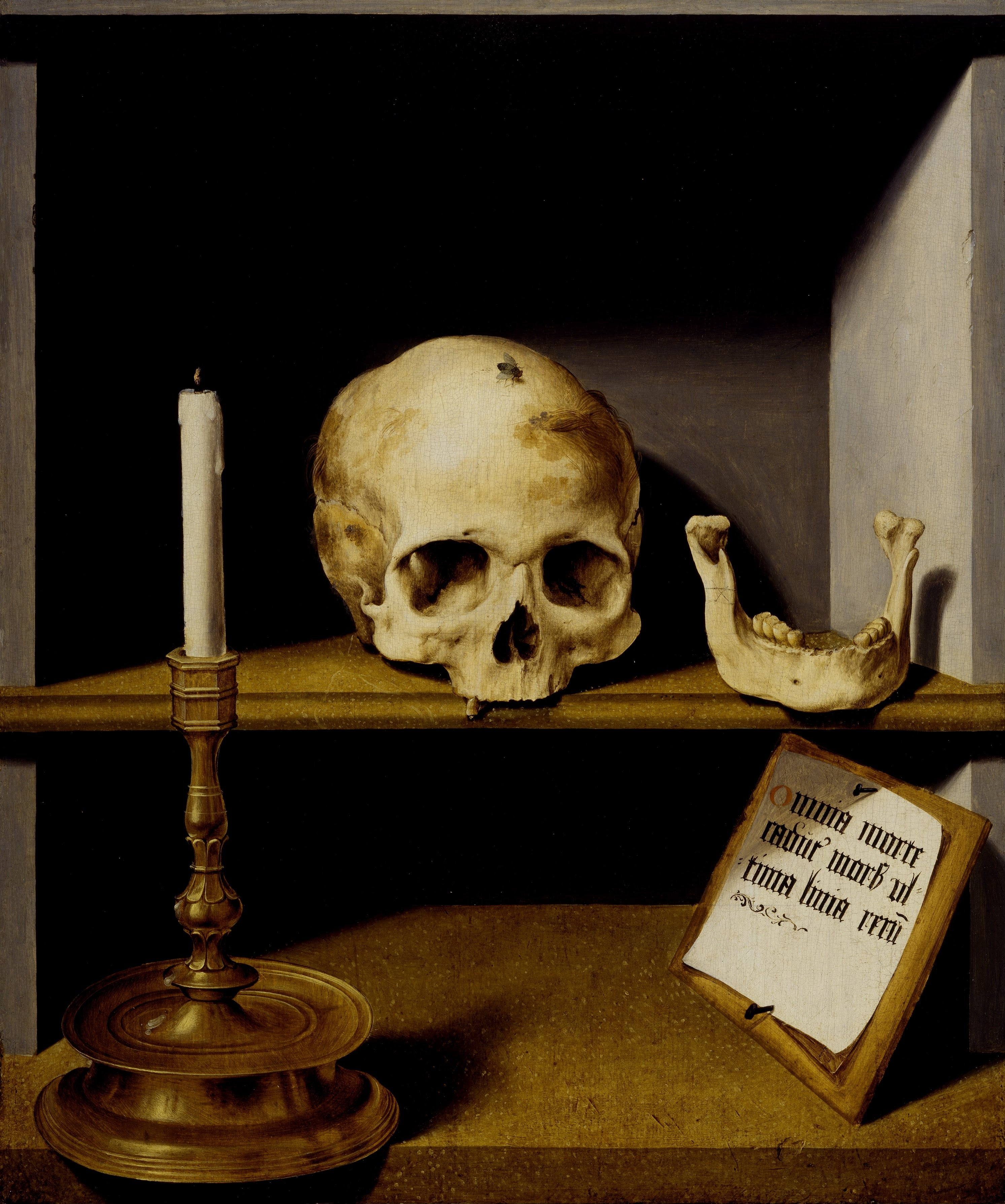
Barthel Bruyn: Vanitas, 16. Jh.

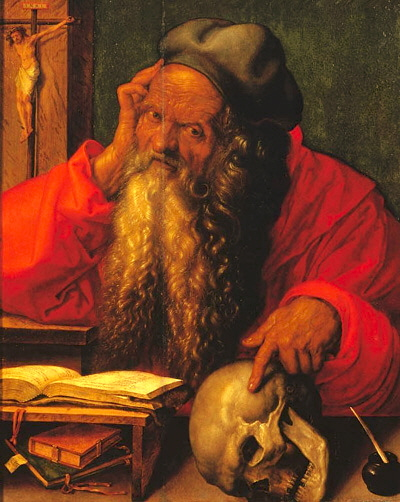
Dürer: Der Hl. Hieronymus, 1521

In der Heilkunde wurde früher der Hirnschädel zahlreicher Tiere eingesetzt. In der Symbolik deutet der Totenschädel auf die Vergänglichkeit des Lebens hin: Er ist Ikonographisches Kennzeichen vieler heiliger Büßer und Einsiedler, bei Bildern des „Kirchenvaters“ Hieronymus gehört er zum Standardprogramm. Mit dem verheerenden Auftreten der Pest entstehen seit dem 15. Jahrhundert die Totentanz-Bilder, die mit ganzen Skeletten, einzelnen Knochen und Schädeln versehen sind. Der Totenkopf ist häufig Bestandteil barocker Vanitas-Stillleben. Auch hier ist er Meditationsgegenstand, welcher die Betrachtenden an die Vergänglichkeit des irdischen Lebens erinnern soll.
Häufig findet sich auf Kreuzigungsszenen zu Füßen Jesu ein Totenschädel. Hier wird auf eine mittelalterliche Legende angespielt, nach der das Kreuz Christi auf dem Grab Adams errichtet worden ist.
Zauberer, Hexen und Okkultisten werden häufig mit Totenschädeln in Verbindung gebracht. Er soll – wie auch in der Kunst – die Sterblichkeit der Mitmenschen und die eigene Sterblichkeit verdeutlichen. In der Gothic-Kultur werden Totenschädel als Schmuckstück genutzt.

## Künstlerische Darstellungen
Die künstlerischen Möglichkeiten Schädel einzusetzen sind vielfältig: er dient als Symbol des Sieges, als Erinnerung an Verstorbene, als Sitz des Verstandes, Provokation oder als Studienobjekt. Archäologische Funde zeigen, dass Menschen aller Erdteile seit ältesten Zeiten Kranien in irgendeiner Weise dekoriert haben, oder auch mit passendem Material zu vollständigen Porträts ergänzten, beispielsweise: Ein dekorierter Schädelfund aus dem neolithischen Jericho ist zum großen Teil mit stabförmigen Schneckenschalen beklebt. Die Issedoner vergoldeten Kranien, während sie in anderen Fällen mit roter Erde gefärbt wurden. Einem Schädel aus der keltischen Latène-Kultur wurden Zirkelornamenten reingebohrt. Ein verzierter Dayak-Schädel aus Borneo hat eine schöne Dekoration des Stirnbeins und Unterkiefers. Im Dorfe Hallstatt im Salzkammergut lebt seit dem 15. Jahrhundert eine Sitte fort, aus den Gräbern aufgenommene und gereinigte Schädel individuell zu dekorieren. Der Mundurucú-Stamm präpariert Menschenschädel, befestigt glänzende Tierzähne in den Augenhöhlen, seitlich Vogelfedern, und aus dem Mund hängen geflochtene Bänder.

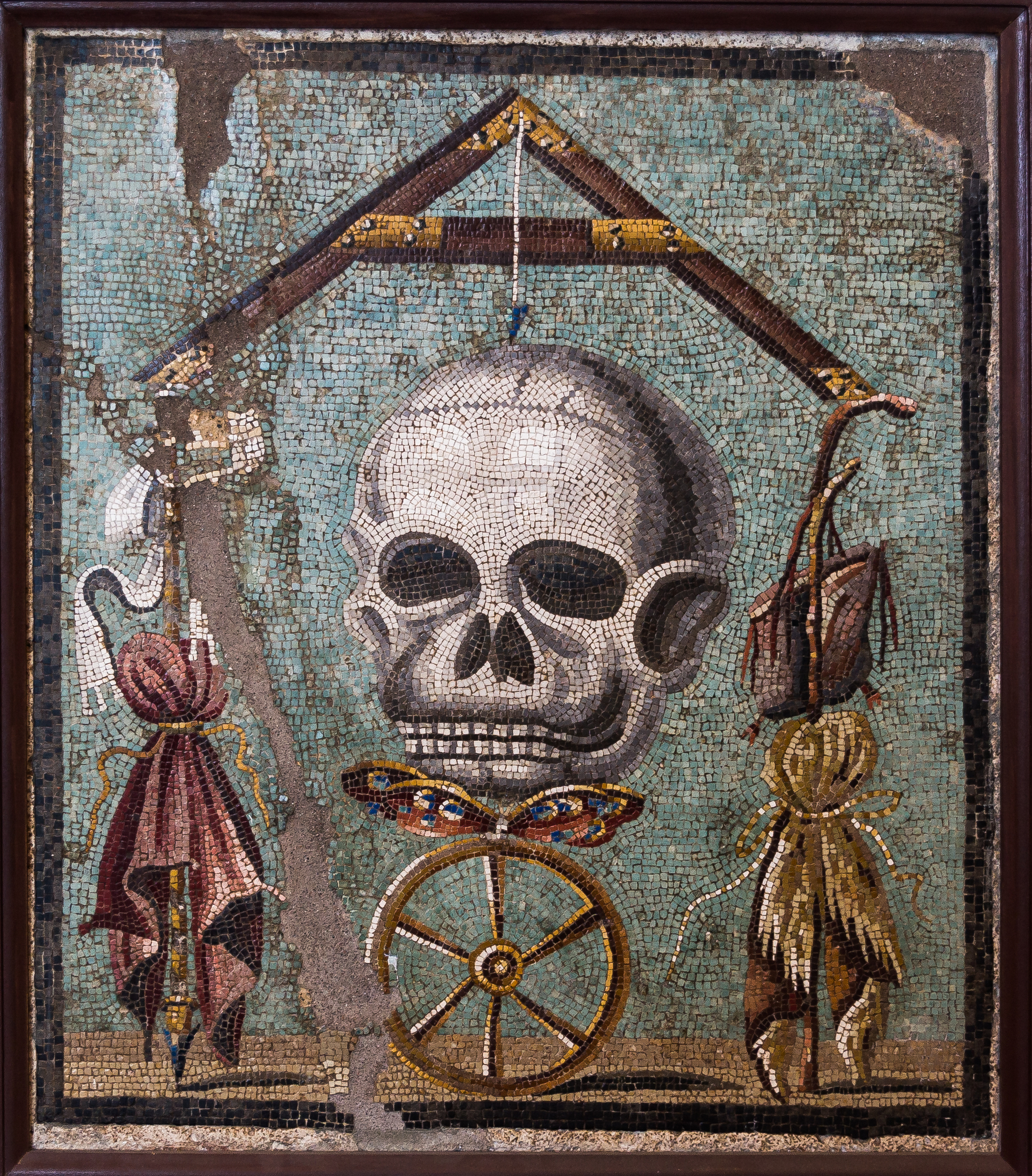
Memento Mori, ca. 1. Jh. v. Chr., Pompeji
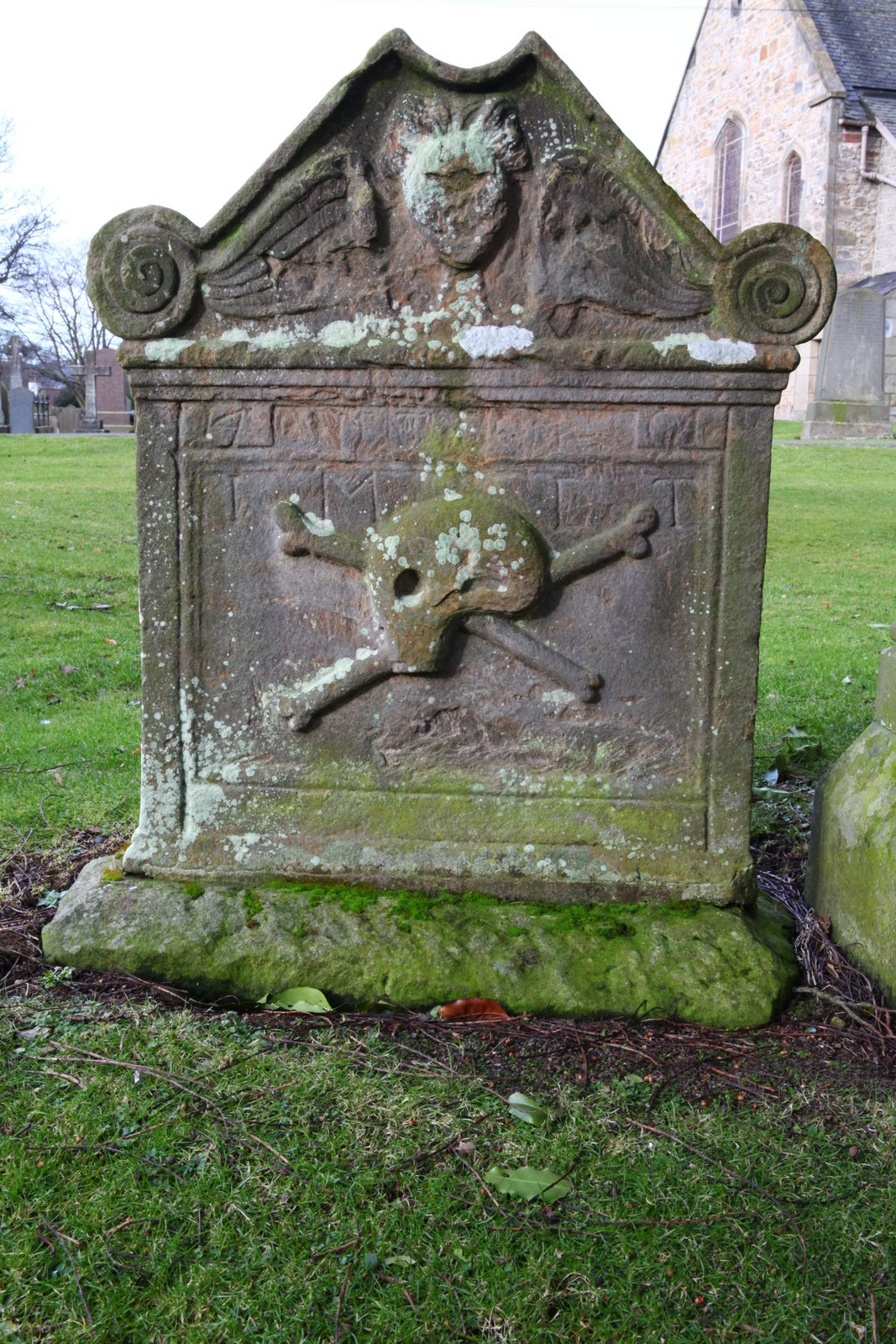
Schädel mit gekreuzten Knochen, Friedhof von Cramond Krik, bei Edinburgh, Schottland
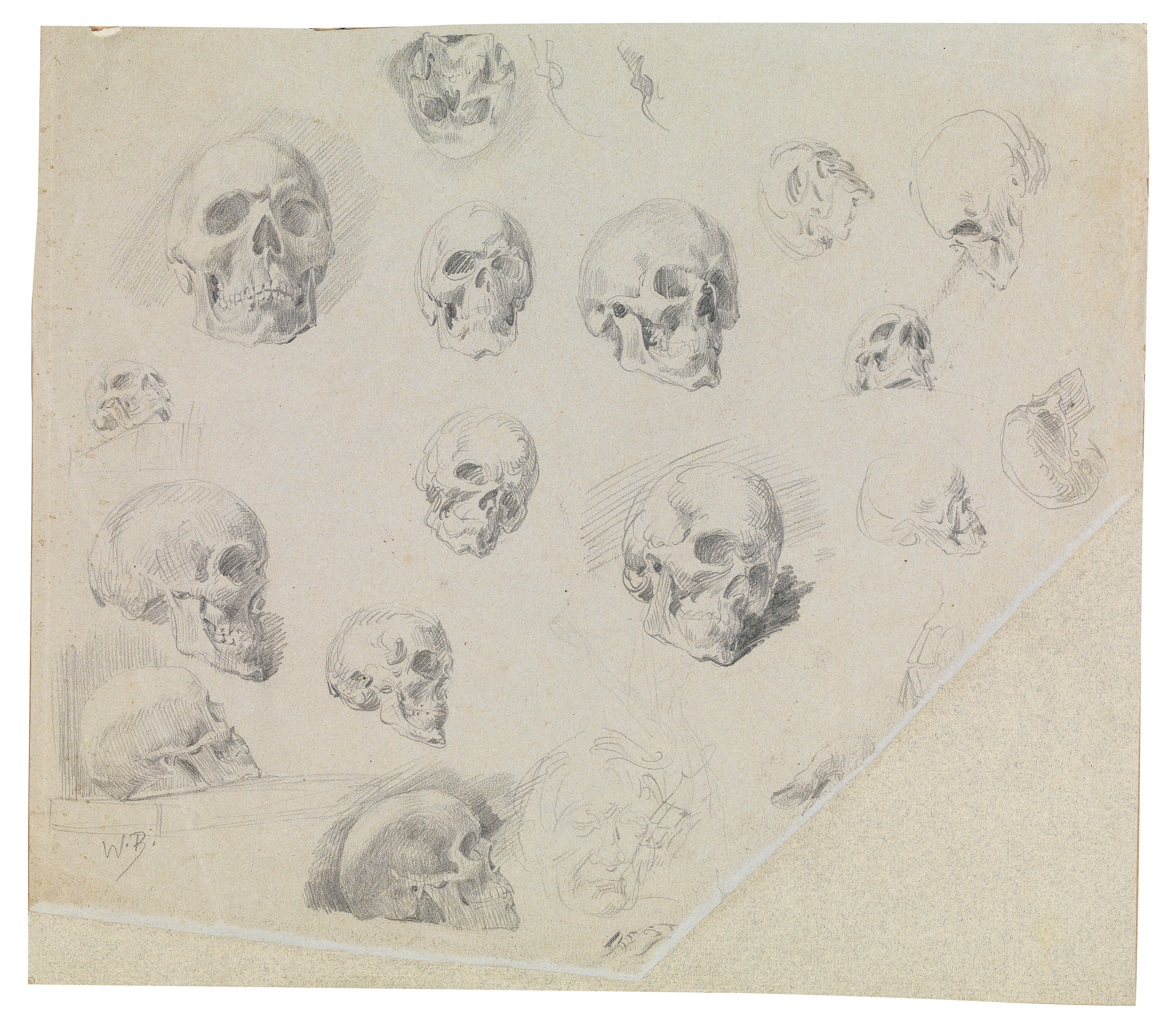
Schädelstudien von Wilhelm Busch (vor 1908)
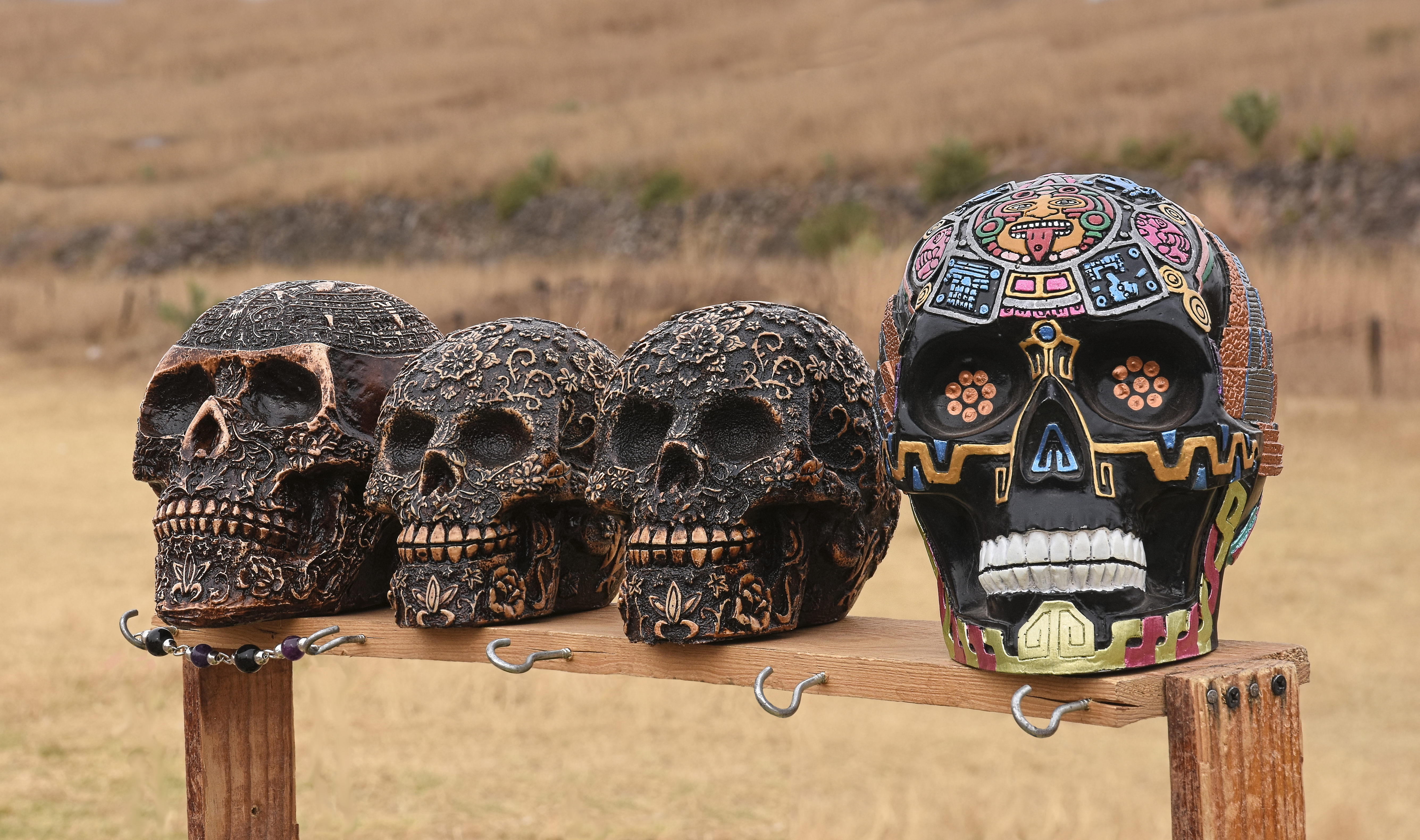
Keramikschädel, Teotihuacán, Mexiko
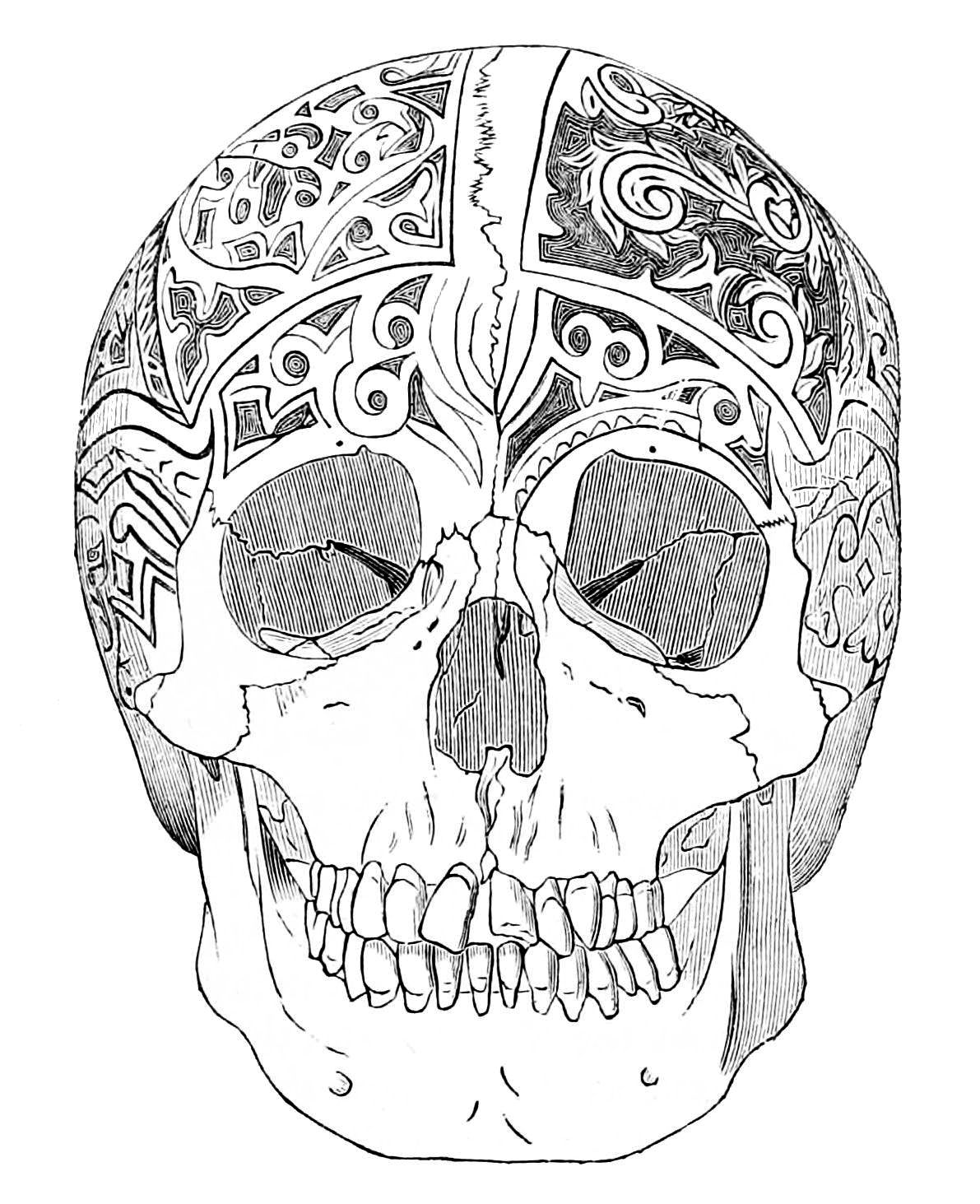
Nachzeichnung eines dekorierten Schädels der Dayak